# Айстере, Весма Зиедоновна
Весма Зиедоновна Айстере (латыш. Vēsma Aistere; род. 28 августа 1960, Рига) — советская волейболистка, центральная блокирующая, игрок сборной СССР (1982—1984). Мастер спорта СССР международного класса (1983).

## Биография
Волейболом начала заниматься в 10-летнем возрасте. В 1978—1990 выступала за команду «Аврора» (Рига). В 1991—2001 играла в Финляндии за «Эуран Райку» (Эура), в составе которой становилась чемпионкой (1999), серебряным (1997, 2000) и бронзовым (1998) призёром чемпионатов Финляндии, победителем (1998) и серебряным призёром (1996) розыгрышей Кубка страны. В 2001 завершила игровую карьеру.
В сборной СССР выступала в 1982—1984 годах (с 1983 — капитан команды). В её составе: участница чемпионата мира 1982, серебряный призёр чемпионата Европы 1983, серебряный призёр соревнований «Дружба-84».